# 모리시타 레이야
모리시타 레이야(일본어: 森下 怜哉, 1998년 11월 1일 ~ )는 일본의 축구 선수이다.

## 구단 경력
그는 2016년부터 J리그의 세레소 오사카, 도치기 SC, 마쓰모토 야마가 FC, FC 마치다 젤비아, 에히메 FC에서 뛰었다.